# La Maison de la Haine
Pour plus de détails, voir Fiche technique et Distribution.
La Maison de la Haine (titre original : The House of Hate) est un film à épisodes américain muet réalisé par George B. Seitz, sorti en 20 épisodes en 1918.

## Fiche technique
- Titre original : The House of Hate
- Titre français : La Maison de la Haine
- Réalisateur : George B. Seitz
- Scénario : Bertram Millhauser
- Pays de production:  États-Unis
- Langue : Anglais
- Format : Noir et blanc - 1,33:1 - Son : muet
- Date de sortie : 1918

## Distribution
- Pearl White
- Antonio Moreno
- John Webb Dillion
- Paul Clerget
- Floyd Buckley
- Louis Wolheim

## Liste des épisodes
1. The Hooded Terror
2. The Tiger's Eye
3. A Woman's Perfidy
4. The Man from Java
5. Spies Within
6. A Living Target
7. Germ Menace
8. The Untold Secret
9. Poisoned Darts
10. Double Crossed
11. Haunts of Evil
12. Flashes in the Dark
13. Enemy Aliens
14. Underworld Allies
15. The False Signal
16. The Vial of Death
17. The Death Switch
18. At the Pistol's Point
19. The Hooded Terror Unmasked
20. Following Old Glory